# Мечасово
Меча́сово — село в Ардатовском районе Нижегородской области. Входит в состав Личадеевского сельсовета.

## Этимология
Существуют несколько версий происхождения названия села. Согласно одной, оно происходит от имени мордовского основателя села по имени Мечас или Мечкас, которое в свою очередь происходит от эрзянских корней меча — «сила», «могущество» или мича — «красивый», «привлекательный», «солнечный», «ясный». По другой версии, название села может происходить от эрзянского слова мече — «дикий голубь». Существует также народное предание, что название села якобы происходит от русского слова меч, поскольку во время своего Третьего казанского похода царь Иван Грозный якобы «мирил местных жителей мечом».

## История
Мечасово относится к числу древнейших населённых пунктов, расположенных на территории нынешнего Ардатовского района Нижегородской области. 

## Географическое положение
Село Мечасово находится на юго-западе Нижегородской области России на автомобильной дороге Личадеево  — Стёксово. Административный центр муниципального округа Ардатов находится в 19 км к юго-западу от Мечасова. Село соединено асфальтированными дорогами на севере с селом Личадеево (расстояние 4 км) и на юго-востоке с деревней Кузгородь (2 км) и на юге — с селом Сосновкой (4 км) и на северо-западе с селом Голяткино (4 км). Село стоит по берегам озера, через которое протекает с юга на север речка, которая в падает в реку Нучу в 3 км к северо-западу от села; к юго-западу от Мечасова эта речка протекает в овраге под названием Покалетуши, глубина которого достигает 5 м. Высота над уровнем моря около 129 метров.
Село Мечасово, как и вся Нижегородская область, находится в часовой зоне МСК (московское время). Смещение применяемого времени относительно UTC составляет +3:00.

## Административная принадлежность
Село Мечасово входит в состав Личадеевского сельсовета Ардатовского муниципального округа Нижегородской области Российской Федерации.

## Климат
Село находится в зоне умеренно-континентального климата, который характеризуется холодной продолжительной зимой и тёплым, но достаточно коротким летом. За год выпадает в среднем 450—550 мм осадков, из них 68 % — в виде дождя и 32 % — в виде снега. Среднегодовая относительная влажность воздуха — 76 %. Снежный покров достигает 50 см, а в особо снежные зимы может достигать одного метра и более.
Весна приходит резко, обычно к середине апреля, при этом вплоть до середины мая нередки заморозки. Лето сравнительно короткое и достаточно жаркое — в отдельные годы температура может достигать 36 °C. Шапка лета приходится на июль. В конце весны и лета нередки грозы — их может случаться до 20 за год, почти каждый год выпадает град. Осень приходит в сентябре и стоит до начала ноября, но уже в сентябре нередки заморозки. Зима наступает в начале ноября и продолжается до середины марта. Обычно первый снег выпадает в октябре и держится в течение пяти месяцев, сходит к 10—15 апреля. Почва промерзает на глубину 70—90 см.
Вегетационный период составляет 189 дней, продолжительность безморозного периода — 137 дней.

## Население
| Численность населения | Численность населения | Численность населения | Численность населения | Численность населения | Численность населения | Численность населения | Численность населения | Численность населения | Численность населения | Численность населения | Численность населения |
| 1751                  | 1859                  | 1883                  | 1897                  | 1912                  | 1916                  | 1978                  | 1992                  | 1999                  | 2002                  | 2010                  | 2021                  |
| --------------------- | --------------------- | --------------------- | --------------------- | --------------------- | --------------------- | --------------------- | --------------------- | --------------------- | --------------------- | --------------------- | --------------------- |
| 1157                  | ↘889                  | ↘874                  | ↘563                  | ↗843                  | ↗858                  | ↘151                  | ↘83                   | ↘65                   | ↘53                   | ↘21                   | ↘14                   |

## Инфраструктура
В селе три улицы: Восточная, Зелёная и Трудовая.